# 주젠촌
주젠촌(十全村)은 니가타현 나카칸바라군에 있던 촌이다. 1955년 3월 31일 무라마쓰정, 오칸바라촌, 가와치촌, 주젠촌 및 스가나촌의 일부가 합병하여 무라마쓰정이 신설되고 폐지되었다.

## 역사
- 1889년 4월 1일 - 정촌제 시행에 수반해 나카칸바라군 주젠촌이 성립하였다.
- 1955년 3월 31일 - 주젠촌 및 무라마쓰정, 가와치촌, 오칸바라촌 등 4개 정·촌 및 스가나촌의 일부가 합병하여 무라마쓰정이 신설되고 소멸하였다.

## 참고 문헌
- 『市町村名変遷辞典』東京堂出版、1990年。